# Cyphocottus
Cyphocottus is een geslacht van straalvinnige vissen uit de familie van de diepwaterdonderpadden (Abyssocottidae).

## Soorten
- Cyphocottus eurystomus (Taliev, 1955)
- Cyphocottus megalops (Gratzianov, 1902)